# Spielzeugmuseum Nürnberg
museum Nürnberg (også kendt som Lydia Bayer-museet) i Nürnberg, Bayern er et kommunalt museum, som blev grundlagt i 1971. Det betragtes som et af verdens mest kendte legetøjsmuseer og skildrer legetøjets kulturhistorie fra antikken til i dag.

## Udstillinger
Udendørs område
Café La Kritz med minijernbane
Udendørs legeplads, Skyggeland (rebnetspyramide, kuglebane, labyrint, spejlkabinet)
Stueetage
I begyndelsen var træet: trækonstruktioner og trælegetøj
Særudstillinger / arrangementsrum til midlertidige udstillinger
Butik
Første sal
Dukker, dukkehuse: Nürnberg-køkkener eller dukkekøkkener, papir- og tinfigurer
Optiske legetøj: perspektivkasse, laterna magica og stereoskop
Anden sal
Teknologiens verden: stort modeljernbaneanlæg, talrige køretøjer, tog, dampmaskiner, bevægelige figurer og andre tekniske legetøj
Øverste etage
Legetøj siden 1945: Lego, Barbie, Playmobil og nyere legetøj
Det nybyggede børneområde Kids on top tilbyder en bred vifte af aktiviteter. Børn kan lege, lave håndarbejde, spille bordfodbold, eksperimentere med forskellige konstruktionssæt eller læse børnebøger.